# Tomasz Sulej
Tomasz Sulej (* 6. August 1974 in Warschau) ist ein polnischer Paläontologe, der sich auf die Erforschung basaler Archosauria, amphibischer Temnospondyli sowie der Paläontologie der Trias spezialisiert hat.

## Leben
Tomasz Sulej studierte von 1993 bis 1998 Biologie an der Universität Warschau und schloss mit einem Magister ab. 2006 promovierte er unter Jerzy Dzik am Institut für Paläontologie der Polnischen Akademie der Wissenschaften (PAN). 2011 wurde er Leiter des Museums für Evolution des Paläontologischen Instituts des PAN und ist es bis heute (Stand 2018). 2014 folgte seine Habilitation.
2018 veröffentlichte er zusammen mit Grzegorz Niedźwiedzki seine Entdeckung von Lisowicia bojani. Dieser elefantengroße Dicynodontier wurde 2008 bei einer Ausgrabung bei Lisowice entdeckt und lebte vor etwa 210 Millionen Jahren in der Obertrias.
Tomasz Sulej ist verheiratet und hat drei Kinder.

## Werke

### Bücher
- Krasiejów. Sensacyjne odkrycia triasowych pra-dinozaurów, Przygoda Studio, Opole 2003
  - Sensationelle Entdeckungen von triassischen Ur-Dinosauriern, Übersetzung durch Grzegorz Jureczko, Opole 2004
  - Krasiejów. The ramarkable discovery of Triassic pre-dinosaurs, Übersetzung durch Michał Brodacki und Anna Kondarewicz, Opole 2004
- Pierwszy Polski dinozaur, mit Jerzy Dzik, Śląskie Wydawnictwo ADA, Opole 2004

### Wissenschaftliche Aufsätze
- Osteology, variability and evolution of Metoposaurus, temnospondyl from the Late Triassic of Poland (Promotionsarbeit), 2006
- Species discrimination of the Late Triassic labyrinthodont Metoposaurus diagnosticus, Acta Palaeontologica Polonica, 2002, S. 535–546
- The temnospondyl amphibian Cyclotosaurus from the Late Triassic of Poland, mit D. Majer, Palaeontology 48, 2005, S. 157–170
- The taxonomy and anatomy of rauisuchian archosaurs from the Late Triassic of Germany and Poland, mit S.L. Brusatte et al., Acta Palaeontologica Polonica 54, S. 221–230
- Basal dinosauriform and theropod dinosaurs from the middle-late Norian (Late Triassic) of Poland: implications for Triassic dinosaur evolution and distribution, mit G. Niedźwiedzki et al., Palaeontology 57, 2014, S. 1121–1142
- An early Late Triassic long-necked reptile with a bony pectoral shield and gracile appendages, mit Jerzy Dzik, Acta Palaeontologica Polonica 61, S. 805–823
- An elephant-sized Late Triassic synapsid with erect limbs, Tomasz Sulej, Grzegorz Niedźwiedzki, in Science, November 2018, Online